# بيتر ستانج (رياضي)
بيتر «بيت» جيمس ستانج (بالإنجليزية: Peter Stange)‏ (ولد في 28 فبراير 1931) أحد لاعبي كرة الماء الأمريكان الذين تنافسوا في دورة الألعاب الأولمبية الصيفية 1952.
ولد في سانتا مونيكا. وكان لاعب كرة الماء حين كان طالبا في جامعة كاليفورنيا في لوس أنجلوس، وكان عضوا في فريق كرة الماء الأمريكي الذي احتل المركز الرابع في بطولة عام 1952. وقد لعب ثلاث مباريات.

## وصلات خارجية
- بيتر ستانج على موقع أوليمبيديا (الإنجليزية)

- الملف الشخصي